# ターンオーバー (生物)
生物学におけるターンオーバー（metabolic turnover）もしくは代謝回転とは、生物を構成している細胞や組織 (生物学)が生体分子を合成し、一方で分解していくことで、新旧の分子が入れ替わりつつバランスを保つ動的平衡状態のこと。また、その結果として古い細胞や組織自体が新しく入れ替わること。生物種や細胞・組織の種類、分子種によって、ターンオーバー速度には大きな差異がある。
通常、ターンオーバーは同位体を用いた代謝測定により測定される。生体におけるターンオーバーを最初に明らかにしたのはルドルフ・シェーンハイマー（Rudolph Schoenheimer）である。彼は1935年、窒素の安定同位体である15Nを用いて、肝臓におけるターンオーバーを観察した。
分子のターンオーバーは、さらに上位の細胞・組織のターンオーバーを構成する現象であるが、mRNAのターンオーバーのように遺伝子発現に深く関与することで生体内で特に重要な役割を果たしているものもある。
組織レベルのターンオーバーの例として、例えばヒトの表皮細胞は基底層で形成され、約28日かけて角化し、角質細胞になり最後は垢として剥落する。組織のターンオーバーに要する時間は、一般に個体の老化とともに増大する。
ターンオーバーという言葉は美容の話題でよく使われるが、化粧品の効果で「ターンオーバーを促進する」という表現を使うのは薬機法違反である。